# Konopichté
Konopichté (en macédonien Конопиште) est un village du sud de la Macédoine du Nord, situé dans la municipalité de Kavadartsi. Le village comptait 55 habitants en 2002. Il possède un site de cheminées de fée, appelées Tsoutski.

## Démographie
Lors du recensement de 2002, le village comptait :
- Macédoniens : 55